# Jaffa
Jaffa (hebraisk: יָפוֹ'; arabisk: يَافَا med betydningen "køn, smuk" - Jaffo er et pigenavn ) er en gammel havneby i det nuværende Israel.
Arkæologiske fund viser, at Jaffa var beboet omkring 7500 år f.Kr. Der er stor arkæologisk aktivitet i området, og Jaffa er nævnt i både Det Gamle Testamente og Det Nye Testamente og flere egyptiske dokumenter, da Jaffa også har været en provinshovedstad under det egyptiske kongerige på samme vis som andre byer i Kanaan.
I det Det gamle testamente beskrives, hvordan Josva og israelitterne nedkæmpede hittierne, da de kommer til Kanaan. I Josvabogen står der, at israelerne skal bo i landet fra ørkenen i Libanon, fra den store flod Eufrat til Det Store Hav i vest, og forbereder Josva på, at fordele landområderne i tolv stammer. Jaffa blev en del af Dan.
Fra omkring 1005 f.Kr. til 965 f.Kr. regerede Kong David, og under Salomon blev tømmer fra Libanons skove fragtet til Jaffa og senere brugt til at bygge Salomos Tempel. Jaffa blev derefter erobret af perserne, og etiopiske jøder hævder at stamme fra Dan, som flygtede ind i kongeriget Kush, nu Etiopien og Sudan.
Omkring 350 f.kr. er Jaffa registreret som uafhængig, men efter Alexander den Stores erobring i 323 f.Kr. holdt ptolemæerne byen. I 68 erobrede den romerske kejser Vespasian byen på vej til Jerusalem. I 1126 erobrede korsfarerne byen, men mistede den til Saladin i 1187. I 1191 blev Jaffa generobret af Richard Løvehjerte, men blev i 1197 generobret af Ayyubide-dynastiet.
I løbet af det 19. århundrede voksede Jaffa fra en lille havneby til regionens vigtigste by efter Jerusalem. Under briterne i Britisk Palæstina fortsatte Jaffa med at udvikle sig, men optøjerne mellem palæstinensiske arabere og palæstinensiske jøder i 1930'erne førte til delvis ødelæggelse af den gamle by..
I dag er byen en forstad til storbyen Tel Aviv og består af lige dele arabiske israelere og jødiske israelere. Jaffa har oplevet stigende antal protester og demonstrationer i 2010'erne, men var relativt sikret mod angreb fra Hamas-militante i Gaza..

## Geografi
Tel Yafo (Jaffahøjen) stiger til en højde på 40 meter, og her er en god udsigt over hele kysten. Derfor havde byen også en strategisk betydning i militærhistorien. Ophobningen af affald og deponeringer gennem århundreder har givet Jaffahøjen den nuværende højde.